# Stefan Hartmann (Schauspieler)

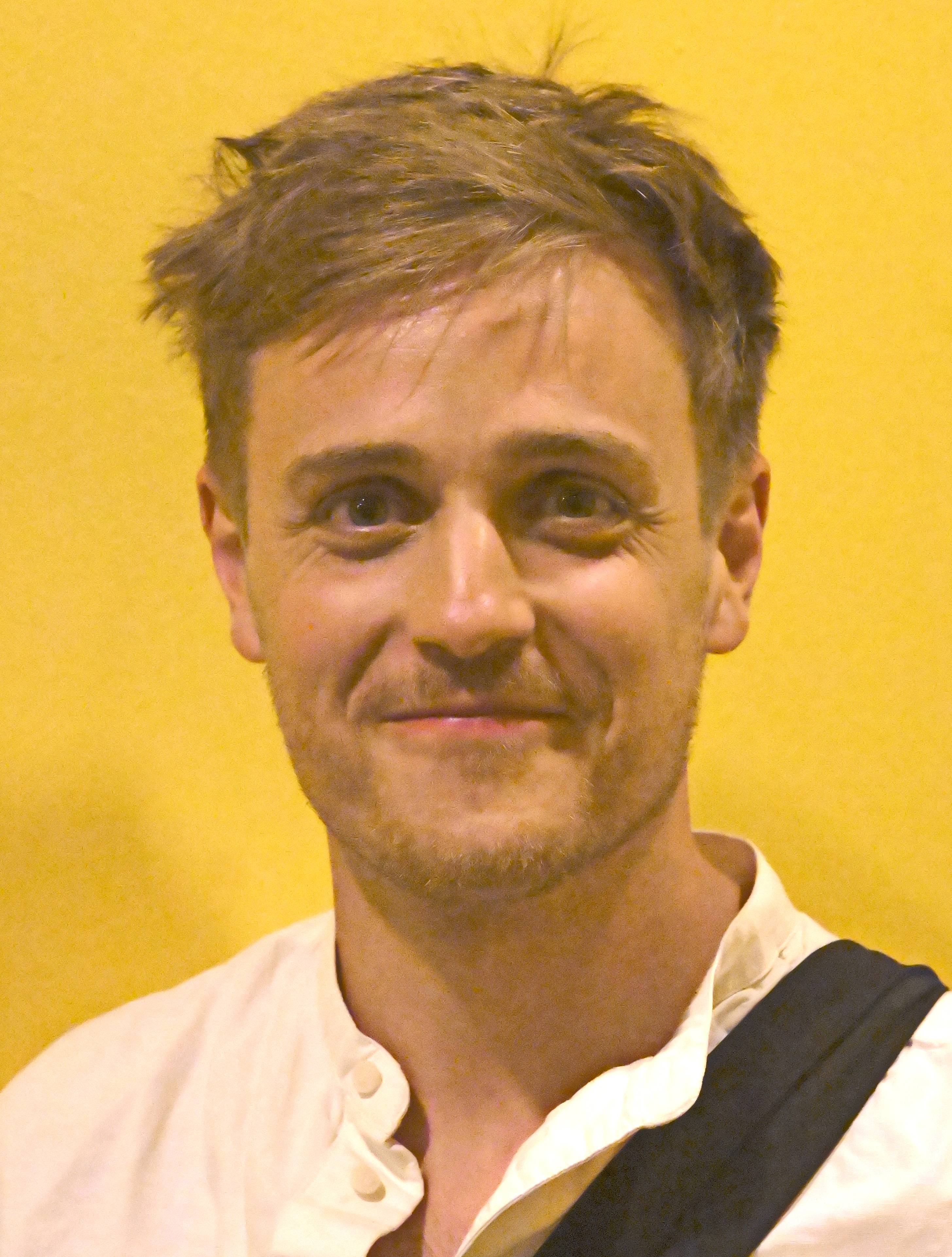
Stefan Hartmann, 2022

Stefan Hartmann (* 29. April 1990 in Neu-Ulm) ist ein deutscher Schauspieler.

## Leben
Hartmann absolvierte von 2011 bis 2015 seine Schauspielausbildung an der Folkwang Universität der Künste in Bochum. Während seines Studiums spielte er am Schauspielhaus Bochum.
Ab der Spielzeit 2015/16 war er für drei Spielzeiten am E.T.A.-Hoffmann-Theater in Bamberg festes Ensemblemitglied. Dort spielte er unter anderem Medardus in Die Elixiere des Teufels, Graf von Hohenzollern in Der Prinz von Homburg, den Blechmann in Der Zauberer von Oz, den Schweizerkas in Mutter Courage und ihre Kinder, Truffaldino in Der Diener zweier Herren, Zettel in Ein Sommernachtstraum und den konservativen, homosexuellen Staatsanwalt Joe Pitt in Engel in Amerika.
Im März 2017 bekam er mit dem Ensemble des Stücks europa verteidigen von Konstantin Küspert den Günther-Rühle-Preis bei der „Woche junger Schauspieler“ in Bensheim.
Seit der Spielzeit 2018/19 ist er als freier Schauspieler tätig, u. a. am Vorarlberger Landestheater in Bregenz. Dort spielte er den smarten Unternehmenschef Herbert Siskens in Rainer Werner Fassbinders Dystopie Welt am Draht in einer Inszenierung von Niklas Ritter.
Hartmann wirkte auch in einigen Film- und Fernsehrollen mit, u. a. in der Fernsehserie Einstein.
Von November 2020 (Folge 3501) bis August 2023 (Folge 4089) sowie im November 2023 verkörperte er in der ARD-Telenovela Sturm der Liebe die Hauptrolle des Maximilian „Max“ Richter.

## Filmografie
- 2014: Bauchatmung (Kurzfilm)
- 2014: The Last Sight (Kurzfilm)
- 2017: Einstein (Fernsehserie; Folge E.M.P.)
- 2017: Laim und die Zeichen des Todes (Fernsehfilm)
- 2020: Die Völkerschlacht bei Leipzig (TV-Dokumentation der Reihe Terra X)
- 2020–2023: Sturm der Liebe (Fernsehserie)
- 2024: Bettys Diagnose (Fernsehserie; Folge Nur du)
- seit 2024: Für alle Fälle Familie (Fernsehserie)